# 短吻小頜海龍
短吻小頜海龍（学名：Micrognathus brevirostris brevirostris），為輻鰭魚綱棘背魚目海龍科的其中一種，分布於西印度洋區的紅海海域，棲息深度可達10公尺，體長可達67.5公分，棲息在海藻床，卵胎生。